# رمين
رمين (بالفارسية: رمین) هي منطقة سكنية تقع في البلدة المركزية في إيران. يقدر عدد سكانها بـ 3,615 نسمة .